# Montéhus
Gaston Mardochée Brunschwig (* 9. Juli 1872 in Paris; † Dezember 1952 ebenda; Pseudonym Montéhus oder Monthéus) war ein französischer Autor und Sänger von populistischen Liedern und Arbeiterliedern.
Er schrieb über 100 Lieder, zu den bekanntesten von ihnen gehören Gloire au 17e, La Grève des Mères, La Butte rouge und L'Internationale Anticlericale.

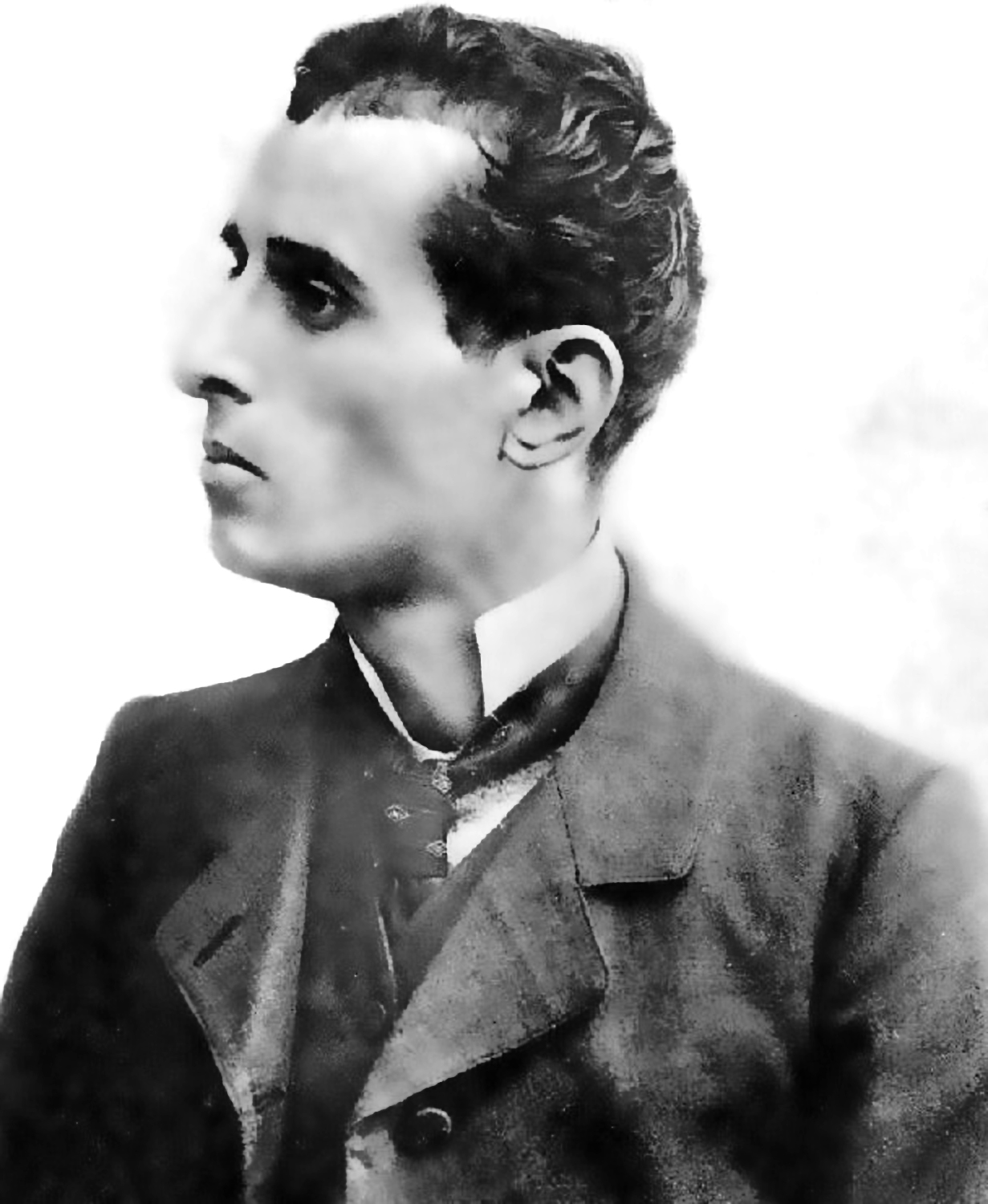
Montéhus

## Lebenslauf
Montéhus wurde als Gaston Mardochée Brunschwig am 9. Juli 1872 in Paris als eines von 22 Kindern in einer jüdischen Familie geboren, die der Bourgeoisie angehörte. 1884 trat er als 12-Jähriger erstmals in der Öffentlichkeit auf. Unter dem Eindruck der Dreyfus-Affäre, die er während seines Militärdienstes von 1892 bis 1896 als Tambour erlebte, wurde er strikter Antimilitarist. Seinen ersten Song, Au camerade du 153ème, veröffentlicht er 1897. Nach dem Militär zog es ihn zuerst kurz nach Chalon-sur-Saône, wo er eine Wahl verlor. Es wurde dort von Soldaten verfolgt, die antisemitische Flugblätter gegen ihn verteilten. 1902 zog es ihn schließlich wieder nach Paris, wo er wohl auch unter dem Eindruck der vorherigen Ereignisse seinen Künstlernamen Montéhus zulegte.
Seinen ersten Chanson in Paris, Du pain ou du plomp, erschien 1904. 1905 schrieb er den Chanson La grève de mères, einen Antikriegssong der die Mütter und die Fruchtbarkeit dazu aufforderte, nicht noch mehr Söhne zu gebären. In der Folge wird Montéhus von der französischen Justiz wegen Aufstachelung zur Abtreibung zu zwei Monaten Gefängnis verurteilt. Die Strafe wird später in eine Geldstrafe umgewandelt und die öffentliche Aufführung des Lieds wird verboten.
1907 komponierte er den Song Gloire au 17e, in dem er dem 17. Regimente huldigte, die den Schießbefehl gegen eine Demonstration von Weinbauern in Bèziers verweigert haben. 1911 spielte er bei der ersten von Lenin im Pariser Exil abgehaltenen Konferenz. 1914 rief er im Song Lettre d'un socialo widersprüchlich zu seiner eigentlichen Einstellung dazu auf, den Krieg zu unterstützen. Für seine patriotischen Lieder während des Krieges erhielt Montéhus 1918 das Croix de guerre verliehen.
Nach dem Ersten Weltkrieg schrieb Montéhus mit dem Antikriegssong La butte rouge, basierend auf der Musik von Georges Krier, sein wahrscheinlich bekanntestes Stück. Seine Bekanntheit nimmt jedoch in den 1920er-Jahren wieder ab, obwohl sich der selbsternannte „Sänger des Volkes“ wieder seiner alten Stärke, den Arbeiterliedern, zuwendete.
Anfang der 1930er-Jahre näherte er sich der Section française de l’Internationale ouvrière (SFIO) an und schrieb mit Vas-y-Léon ein Léon Blum gewidmetes Lied. Während der Besetzung Frankreichs durch Nazideutschland musste Montéhus einen gelben Judenstern tragen, wurde jedoch nicht deportiert. Da jedoch SACEM ihm nichts mehr für die Rechte an seinen Musikstücken zahlte, hatte es Montéhus während dieser Zeit auch wirtschaftlich schwer. Nach der Befreiung dichtete er die beiden Lieder Le chant des gaullistes sowie L'évadé de Buchenwald.

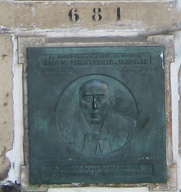
Der Grabstein von Montéhus

Kriegsminister Paul Ramadier nahm Montéhus 1947 in die Ehrenlegion auf. Er verstarb am 31. Dezember 1952. Nach seiner Kremierung fand er seine letzte Ruhe im Columbarium innerhalb des Friedhofs Père-Lachaise.

## Varia
- Das Lied La Butte rouge (gesungen von Pierre Carré) ist Bestandteil des Soundtracks des Hollywood-Films Die Wahrheit über Charlie.